# Кастельгвидоне
Кастельгвидоне (итал. Castelguidone) — коммуна в Италии, располагается в регионе Абруццо, в провинции Кьети.
Население составляет 458 человек (2008 г.), плотность населения составляет 33 чел./км². Занимает площадь 14 км². Почтовый индекс — 66040. Телефонный код — 0873.
Покровительницей коммуны почитается святая Клементина, празднование в последние выходные сентября.

## Демография
Динамика населения:

## Администрация коммуны
- Официальный сайт: